# NGC 5248
NGC 5248 је спирална галаксија у сазвежђу Волар која се налази на NGC листи објеката дубоког неба.
Деклинација објекта је + 8° 53' 10" а ректасцензија 13h 37m 32,0s. Привидна величина (магнитуда) објекта NGC 5248 износи 10,1 а фотографска магнитуда 10,9. Налази се на удаљености од 22,7000 милиона парсека од Сунца. NGC 5248 је још познат и под ознакама UGC 8616, MCG 2-35-15, CGCG 73-54, IRAS 13350+0908, PGC 48130.